# Finlandia ai IX Giochi olimpici invernali
La Finlandia partecipò ai IX Giochi olimpici invernali, svoltisi a Innsbruck, Austria, dal 29 gennaio al 9 febbraio 1964, con una delegazione di 52 atleti impegnati in sette discipline.

## Medagliere

### Per discipline
| Sport                   | Oro | Argento | Bronzo | Totale |
| ----------------------- | --- | ------- | ------ | ------ |
| Sci di fondo            | 2   | 2       | 2      | 6      |
| Salto con gli sci       | 1   | 1       | 0      | 2      |
| Pattinaggio di velocità | 0   | 1       | 1      | 2      |
| Totale                  | 3   | 4       | 3      | 10     |

### Medaglie
| Medaglia | Atleta                                                    | Sport                   | Evento              |
| -------- | --------------------------------------------------------- | ----------------------- | ------------------- |
| Oro      | Veikko Kankkonen                                          | Salto con gli sci       | Trampolino normale  |
| Oro      | Eero Mäntyranta                                           | Sci di fondo            | 15 km maschile      |
| Oro      | Eero Mäntyranta                                           | Sci di fondo            | 30 km maschile      |
| Argento  | Kaija Mustonen                                            | Pattinaggio di velocità | 1500 m femminile    |
| Argento  | Veikko Kankkonen                                          | Salto con gli sci       | Trampolino lungo    |
| Argento  | Väinö Huhtala Arto Tiainen Kalevi Laurila Eero Mäntyranta | Sci di fondo            | Staffetta maschile  |
| Argento  | Mirja Lehtonen                                            | Sci di fondo            | 5 km femminile      |
| Bronzo   | Kaija Mustonen                                            | Pattinaggio di velocità | 1000 m femminile    |
| Bronzo   | Arto Tiainen                                              | Sci di fondo            | 50 km maschile      |
| Bronzo   | Senja Pusula Toini Pöysti Mirja Lehtonen                  | Sci di fondo            | Staffetta femminile |